# Pantydia diemeni
Pantydia diemeni är en fjärilsart som beskrevs av Achille Guenée 1852. Pantydia diemeni ingår i släktet Pantydia och familjen nattflyn. Inga underarter finns listade i Catalogue of Life.